# EPH receptor A1

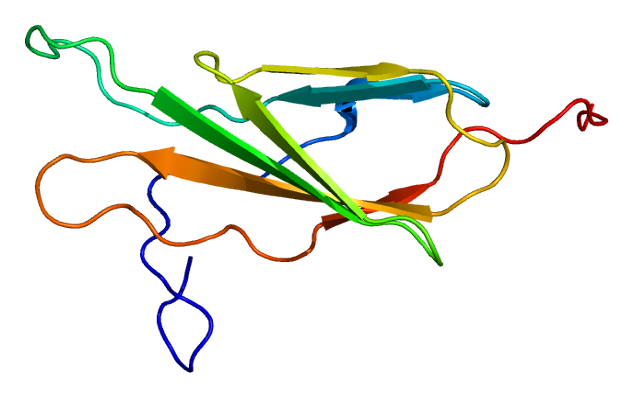
Estrutura tridimensional da EPHA1

EPH receptor A1 (ephrin type-A receptor 1) é uma proteína que em humanos é codificada pelo gene EPHA1.
Está relacionada com a Doença de Alzheimer e em vários tipos de câncer.